# Баварський ліс (національний парк)
Національний парк Баварський ліс (нім. Nationalpark Bayerischer Wald) — національний парк у Східнобаварському лісі на кордоні Німеччини з Чехією. Він був заснований 7 жовтня 1970 року як перший національний парк у Німеччині. З моменту свого розширення 1 серпня 1997 року він охопив 24 250гектарів. Разом із сусіднім чеським Богемським лісом Баварський ліс утворює найбільшу лісову зону в Центральній Європі.

## Опис

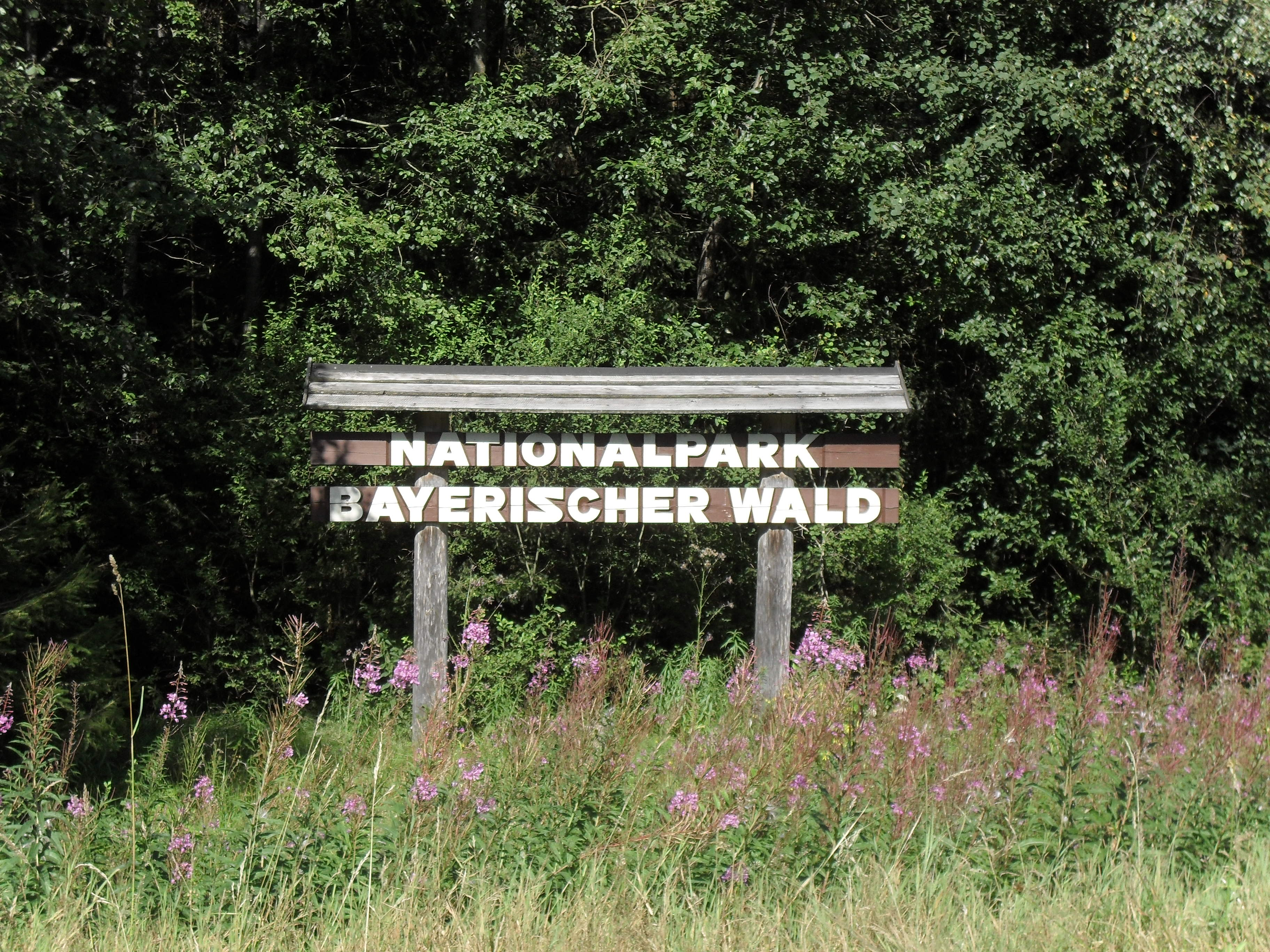
Національний парк Баварський ліс

Особливо охороняються високогірні ліси з переважно ялинками, змішані гірські ліси ялиці європейської, бука європейського та ялини, а також ялинкові  ліси в долинах.Хоча залишилося кілька залишків стародавнього лісу, територія національного парку все ще перебуває під сильним впливом колишньої лісової промисловості.Оскільки тепер природі знову доводиться йти своїм шляхом, немає втручання людини, коли відбуваються катастрофічні події, такі як масштабне нашестя жуків-короїдів. Це призвело до загибелі частини високогірних лісів у 1990-х роках і викликало суперечливі дискусії серед мешканців національного парку, які підкреслили різне ставлення до дикої природи.В результаті компромісу боротьба з короїдом тепер ведеться в буферній зоні. 
Найвищими вершинами національного парку є Великий Фалькенштейн ( 1 305 м (4 281 фут) ), Lusen ( 1 373 м (4 505 фут) ) і Großer Rachel ( 1 453 м (4 767 фут) ).Крім лісів, тут є також екологічно цінні верхові болота з болотними озерами, такими як Латшензее та колишні високі луки, так звані Шахтен, які поширюються ще далі на чеському боці кордону в Чеському лісі.
Маючи понад 700 000 відвідувачів на рік,Національний парк є важливим економічним фактором у економічно слаборозвиненому регіоні Баварського лісу.

## Географія
Національний парк проходить вздовж головного хребта Баварського лісу від Великого Фалькенштейна (1305 м) на північному заході повз Гросер Рахель (1453 м) до Лузен (1373 м) на південному сході .
Згідно з класифікацією основних природних регіонів Німеччини, це частина Тилового Баварського лісу ( Hinterer Bayerischer Wald )  у Верхньому Пфальц-Баварському лісі.
З іншого боку кордону в Чехії національний парк Баварський ліс межує з національним парком Шумава, площа якого становить 68 064га.
Національний парк розташований у східній частині Баварії в графствах Реген і Фрайунг-Графенау вздовж кордону з Чехією і охоплює площу в 24 250 гектарів лісу, що покриває низький гірський масив Баварського лісу. Межує з муніципалітетами (з півночі на південь):Байєріш-Айзенштейн, Цвізель, Ліндберг, Фрауенау, Шпігелау, Санкт-Освальд-Рідльхютте, Нойшенау, Хоенау і Маут.Частини національного парку розташовані на території відповідних громад, а також частини лежать на неприміщенних територіях.
У національному парку багато анклавів, особливо на околицях:
- Zwieslerwaldhaus біля підніжжя Großer Falkenstein належить муніципалітету Ліндберг.
- Шлейхер і Кройцштрасс належать Ліндбергу.
- Нойхютте та Єгерфлек у Шпігелау.
- Guglöd, належить до St. Oswald-Riedlhütte.
- Waldhäuser on Lusen, є частиною Нойшенау, найбільшого анклаву в національному парку.
- Altschönau, є частиною Neuschönau.
- Sagwasser-Säge і Weidhütte утворюють спільний функціональний анклав, що належить Хоенау і який приєднаний до решти країни, але доступний лише по дорозі, що проходить через національний парк.
- Гласхютте є частиною Гоенау.

Крім того, є кілька інших анклавів, які складаються лише з однієї чи кількох невеликих ділянок.Ці численні анклави, особливо в Altgebiet, роблять кордон там дуже довгим, а буферна зона, де дозволено боротьбу з короїдом, простягається далеко в глиб парку (докладніше див. нижче).

## Екологія

### Cсавці
У парку мешкає багато рідкісних ссавців, таких як рись європейська ( Lynx lynx ), дика кішка ( Felis silvestris ), бобер ( Castor fiber ),видра європейська ( Lutra lutra ),барбастелла західна ( Barbastella barbastellus ), кажан Бехштейна ( Myotis bechsteini ),та великий мишоухий кажан ( Myotis myotis ).Також присутні благородні олені, дві третини популяції яких зимують у вольєрі, щоб запобігти надмірному випасанню землі. У парку були зареєстровані навіть лосі з популяції водосховища Ліпно, Чехія.
Рисі були знищені в національному парку приблизно в 1850 році, але в 1970-х п'ять-десять особин були випущені в парк,а ще 17 особин випущені в національному парку Шумава десятиліттям пізніше.Це призвело до спочатку значного збільшення популяції рисі в регіоні,але між 1995 і 2008 роками популяція значно зменшилася.Можливо, це сталося через незаконне вбивство тварин як з чеського, так і з баварського боку.Бурі ведмеді в парку не зустрічаються в дикій природі.
У 2016 році на території парку була виявлена пара вовків.

### Птахи
У національному парку зустрічається багато рідко зустрічаються видів птахів. До них відносяться глухар, рябчик,сапсан,канюк європейський, лелека чорний і пугач.

### Комахи
В даний час в національному парку виявлено понад 1800 видів жуків, у тому числі 14 видів старолісових спеціалістів. Дуже рідкісні види комах, такі як Tragosoma depsarium, довгоносик, якого можна зустріти лише в лісах, багатих мертвою деревиною.

### Рослини
Рідкісні та зникаючі види рослин, які зустрічаються в національному парку, включають угорську тирлич,Swertia perennis і мохи Buxbaumia viridis і Dicranum viride.

## Фільмографія
- Національний парк Bayerischer Wald . Dokumentarfilm, 45 хв., Німеччина, 1987, Роберт Анзенедер і Єнс-Уве Хайнс, Виробництво: Komplett-Media-GmbH, Грюнвальд (ISBN 3-89672-488-6 ), Kurzbeschreibung des NDR
- Natur erleben im Nationalpark Bayerischer Wald – Neuer Film, der sich mit dem Ökosystem Wald beschäftigt, DVD, Informationen und Vorschau hier: http://www.nationalparkfilm.de

## Дивись також
- Національний парк «Баварський ліс» у відділенні природного регіону: D 63 Верхній Пфальц-Баварський ліс, включаючи 403 Hinterer Bayerischer Wald.
- Баварський лісовий клуб.

## Зовнішні посилання
- Веб-сайт Управління національного парку (англ.)
- Проект «Рись» Управління національного парку (нім.)
- Файл ландшафтних фактів від Bundesamt für Naturschutz : 40300 Hinterer Bayerischer Wald (нім.)